# Ягодне (Барнаульський міський округ)
Я́годне (рос. Ягодное) — селище у складі Барнаульського міського округу Алтайського краю, Росія.

## Населення
Населення — 1120 осіб (2010; 848 у 2002).
Національний склад (станом на 2002 рік):
- росіяни — 98 %